# فلاكورة عريضة الأوراق
فلاكورة عريضة الأوراق (الاسم العلمي:Flacourtia latifolia) هي نوع من النباتات تتبع جنس الفلاكورة من الفصيلة الصفصافية.